# Antioco Chuzon il Giovane
Antioco Chuzon detto il Giovane (latino: Antiochus Chuzon; Antiochia di Siria, ... – ...; fl. 448-451) fu un politico dell'Impero romano d'Oriente, Prefetto del pretorio d'Oriente e Console, che collaborò alla stesura del Codice teodosiano.

## Biografia
Antioco nacque ad Antiochia, come il suo omonimo nonno, il prefetto del pretorio d'Oriente (430-431) e console (431) Antioco Chuzon.
Anche il giovane Antioco ricoprì la carica di prefetto del pretorio d'Oriente, nel 448. Al suo intervento è da ricondurre il restauro della Porticus Troadenses di Costantinopoli danneggiato da un incendio, e il finanziamento delle corse ippiche di Antiochia.
Nel novembre del 448, quando aveva già terminato il suo mandato, ricevette una lettera di Teodoreto di Cirro, il quale gli chiedeva di dare udienza ad un gruppo di vescovi provenienti dal vescovo di Cirro.
Tra il 448 e il 451, Antioco ottenne il rango di patricius: con questo titolo, infatti, è ricordato tra i partecipanti alla sesta sessione del concilio di Calcedonia (25 ottobre 451).